# Bryan Barnett
Pour les articles homonymes, voir Barnett.
Bryan Barnett (né le 10 février 1987 à Edmonton) est un athlète et bobeur canadien. Son club est le Team Alberta. Il mesure 1,85 m pour 84 kg.
Il participera sur 200 m et au relais 4 × 100 m aux Championnats du monde d'athlétisme à Osaka.

## Palmarès

### Championnats du monde d'athlétisme
- Championnats du monde d'athlétisme de 2007 à Osaka ( Japon)
  - éliminé en demi-finale sur 200 m

### Championnats du monde junior d'athlétisme
- Championnats du monde junior d'athlétisme de 2006 à Pékin ( Chine)
  -  Médaille d'argent sur 200 m
  - 4e en relais 4 × 100 m

### Jeux panaméricains
- Jeux Panaméricains de 2007 à Rio de Janeiro ( Brésil)
  -  Médaille d'argent en relais 4 × 100 m

### Meilleures performances
- 60 m en salle : 6 s 71 	 1s2 	Edmonton 21 janvier 2007
- 100 m : 10 s 24 A 1,4 	1 	Calgary	17 Jun 2007
- 200 m : 20 s 48 A 2,0 	1 	Calgary	17 Jun 2007
- 300 m en salle :	33 s 45 	NJR 	1 Edmonton 12 février 2006
- 400 m : 46 s 17 	 1 		Edmonton	8 Jul 2006